# Kia Granbird
Kia Granbird là một phiên bản xe khách được phát triển và sản xuất bởi Kia của Hàn Quốc. Bắt đầu được sản xuất vào năm 1994, kiểu dáng bên ngoài được giữ nguyên cho đến thế hệ thứ hai vào năm 2007, và được làm mới vào năm 2020. Granbird được sản xuất tại nhà máy Gwangju của Kia, cũng là nơi sản xuất Soul, Sportage, Rondo và các phiên bản Kia khác.

## Thế hệ đầu tiên (1994–2007)
Kia lần đầu giới thiệu Granbird vào năm 1994.

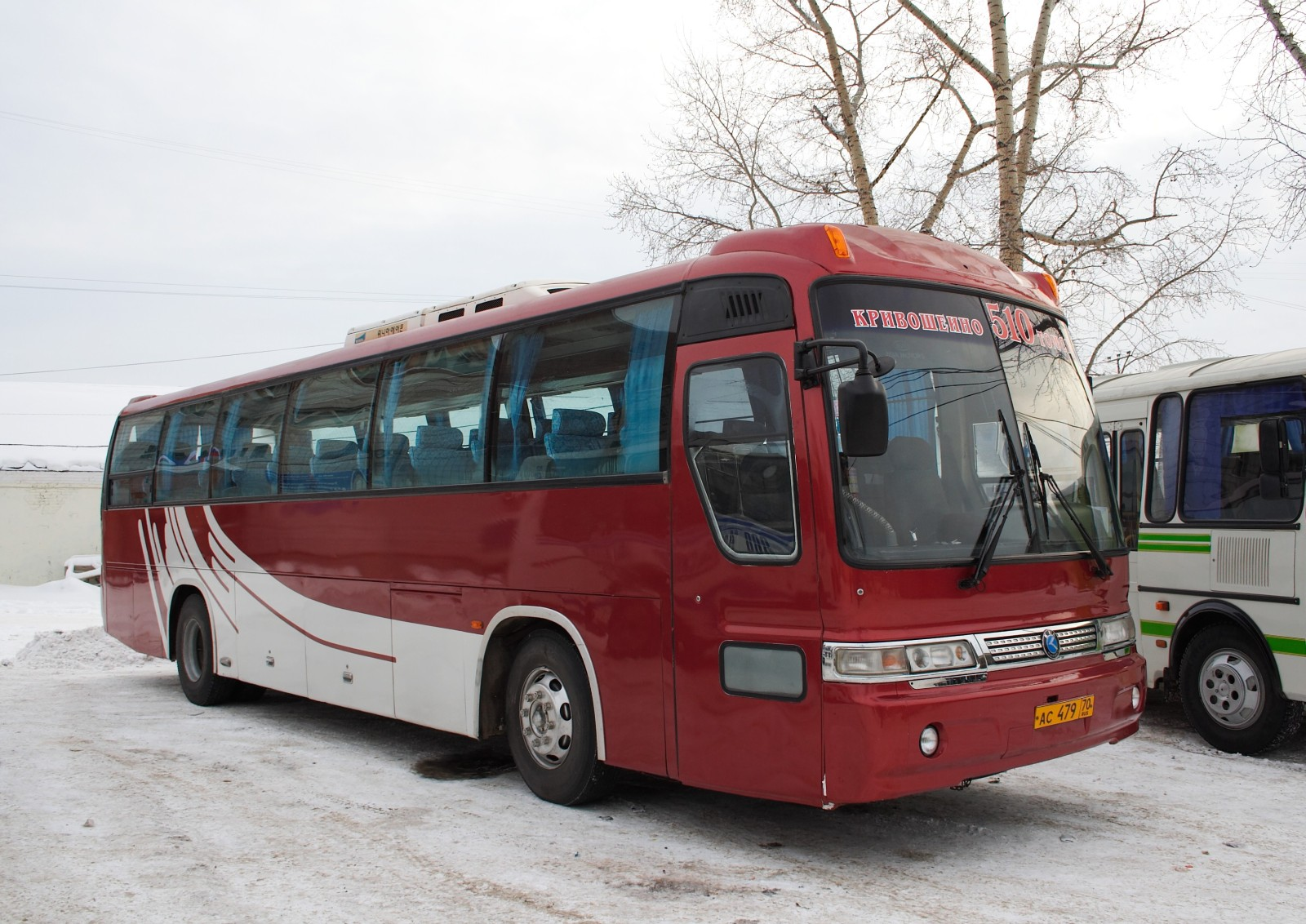
Kia Granbird 2000-2007.
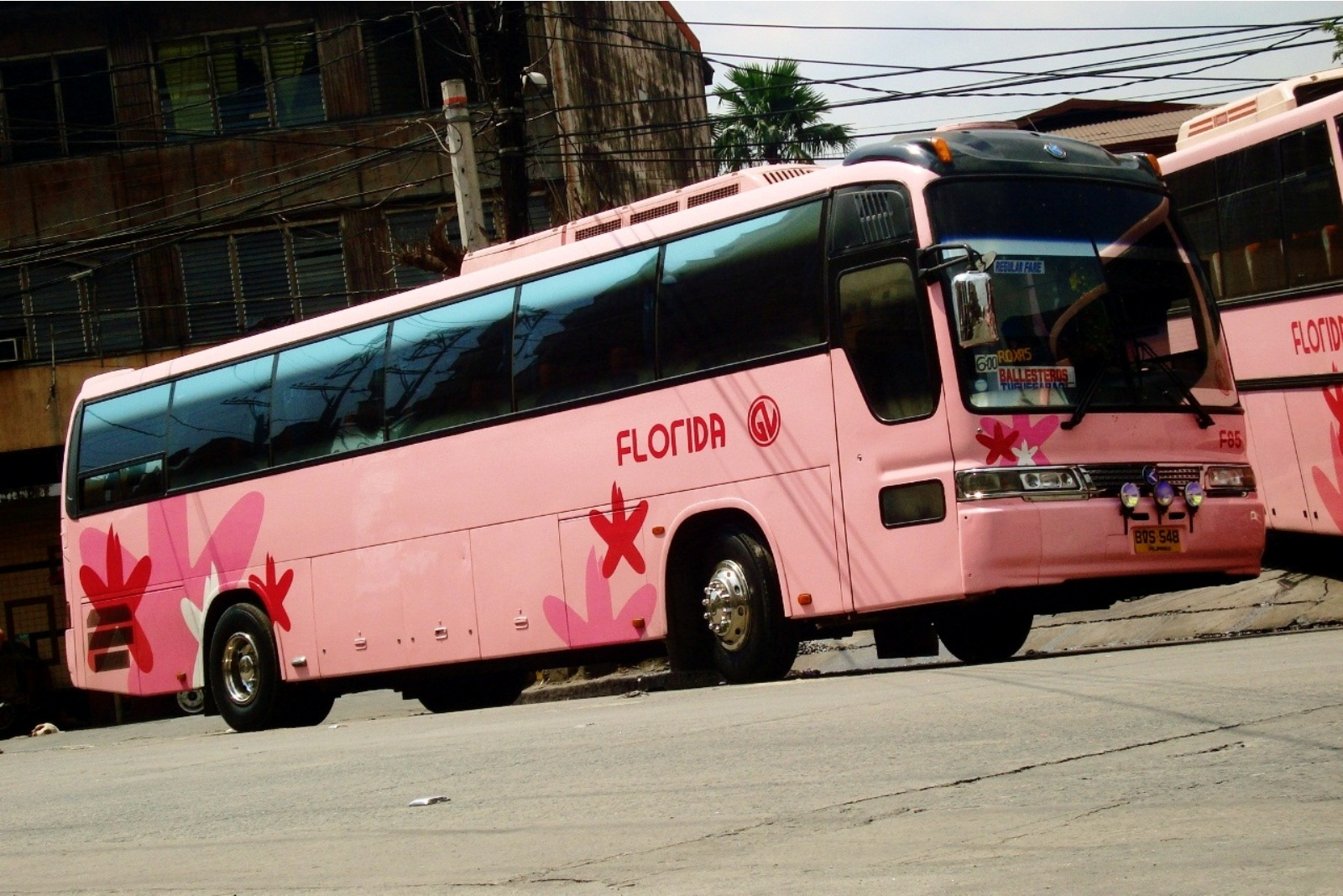
Kia Granbird 2000-2007.
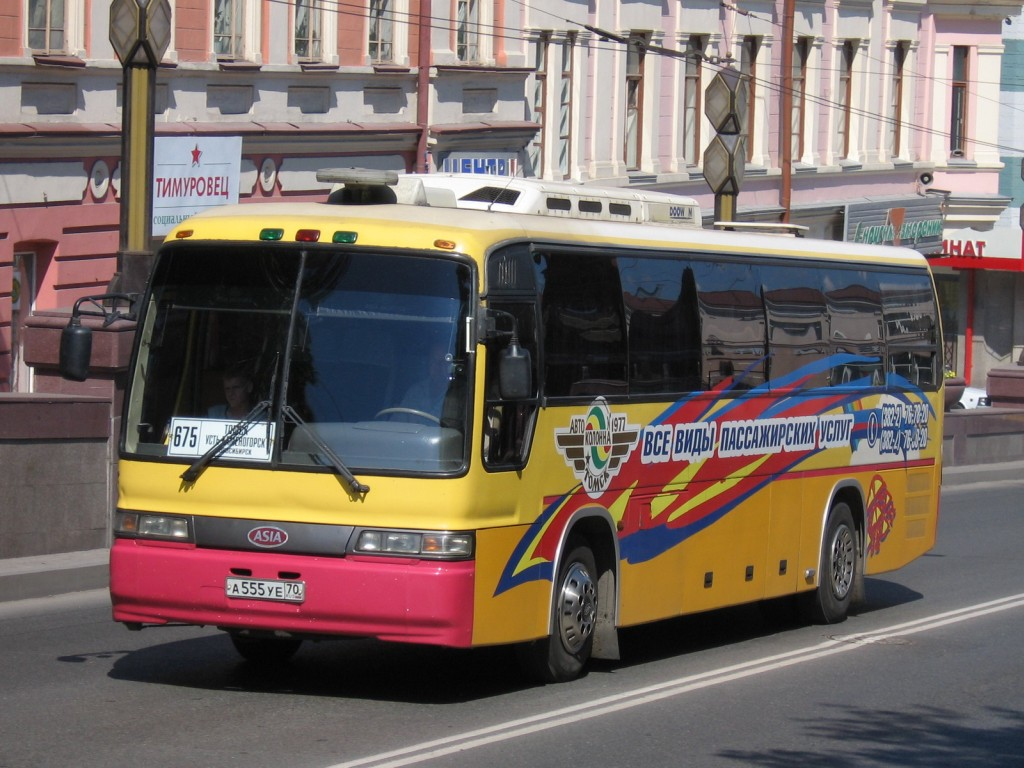
Granbird Asia Motors.

## Thế hệ thứ hai (2007 – nay)

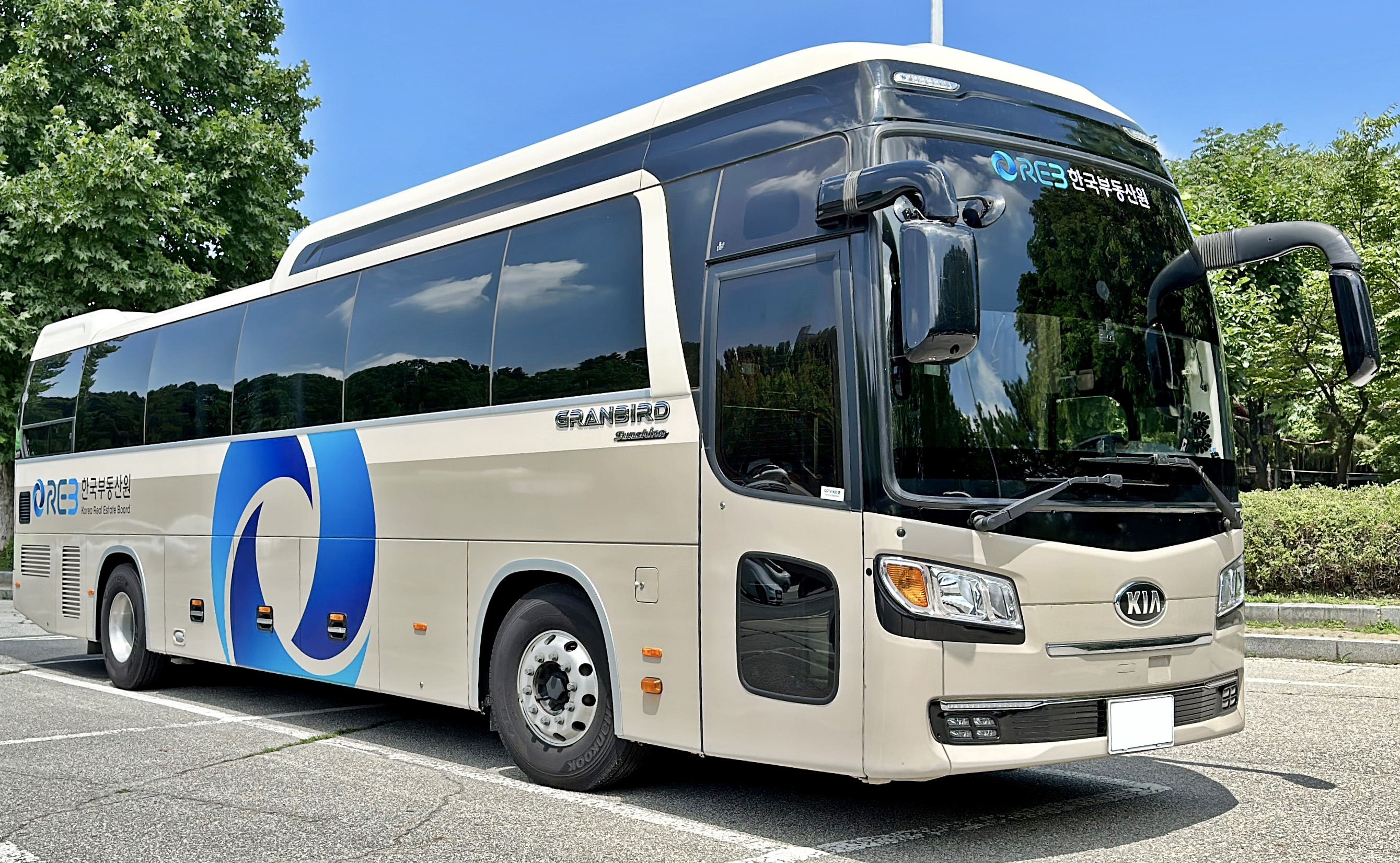
Kia Granbird 2007–2021

### Làm mới kiểu dáng (2020 – Hiện tại)

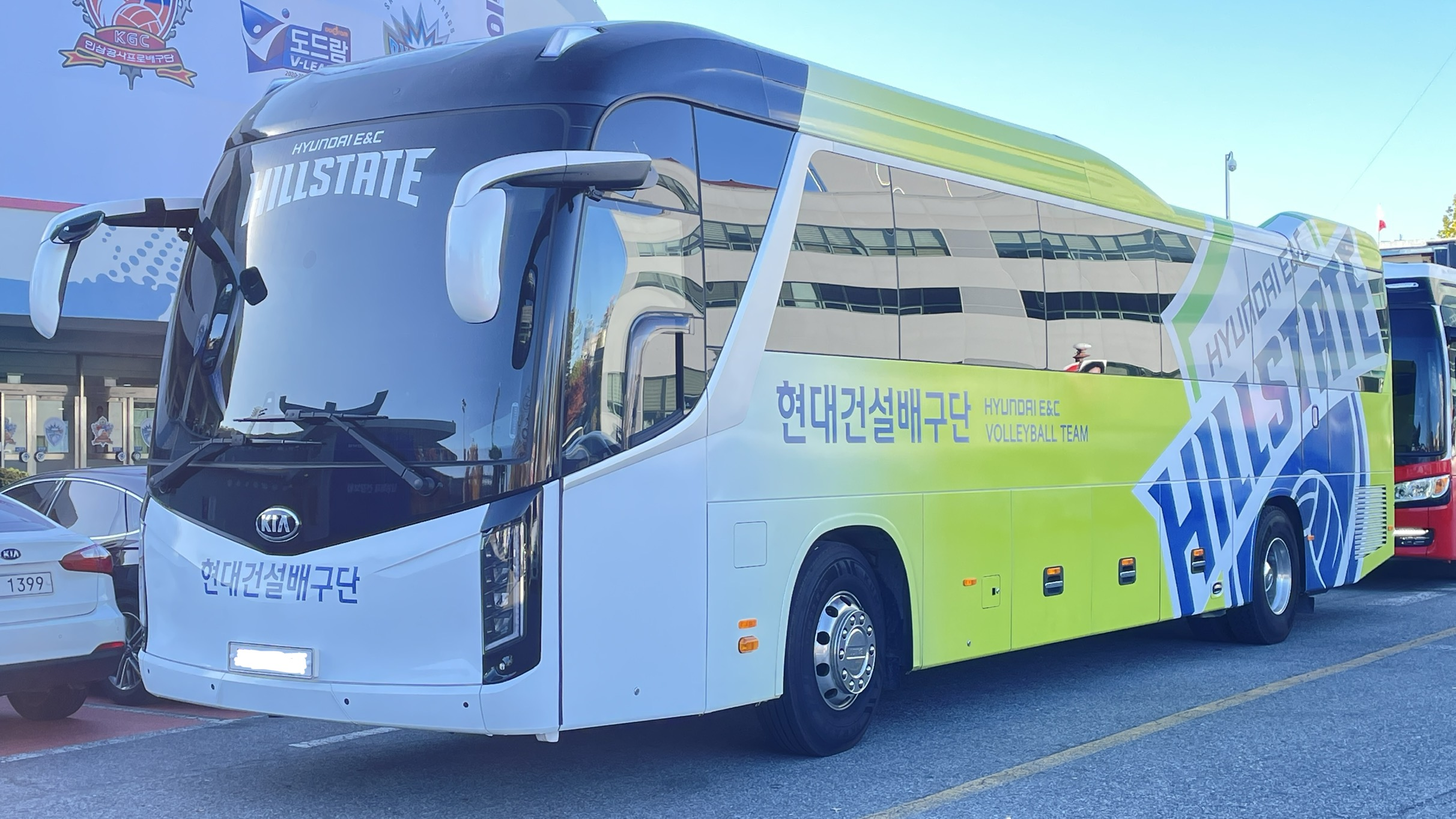
Kia Granbird 2020–.